# Yanda
Yanda es una localidad argentina ubicada en el departamento Juan Francisco Borges de la provincia de Santiago del Estero. Se encuentra sobre al este de la ruta nacional 9, 15 km al sur de la ciudad de Santiago del Estero.
En 2011 una institución deportiva del lugar se sumó al torneo de fútbol oficial de Santiago del Estero.

## Población
Cuenta con 201 habitantes (Indec, 2010), lo que representa un descenso del 5,6% frente a los 213 habitantes (Indec, 2001) del censo anterior.
| Gráfica de evolución demográfica de Yanda entre 1991 y 2010 |
|                                                             |
| Fuente: Censos nacionales del INDEC                         |